# Odd Hassel
Odd Hassel (Oslo, Noruega 17 de mayo de 1897 - íd. 11 de mayo de 1981) fue un físico, químico y profesor universitario noruego galardonado con el Premio Nobel de Química del año 1969.

## Biografía
Odd nació en la ciudad de Oslo, capital actual de Noruega, pero que en aquellos momentos estaba unida al Reino de Suecia bajo el dominio personal de Óscar II de Suecia pero con su propia constitución y gobierno. En 1915 ingresó en la Universidad de Oslo para estudiar física, química y matemáticas, y se licenció en 1920. En 1924 realizó el doctorado en la Universidad de Berlín, y en 1934 aceptó la oferta de la Universidad de Oslo para convertirse en profesor de fisicoquímica, cargo que ocupó hasta 1964, cuando se jubiló.
Durante la ocupación de Noruega por la Alemania nazi durante la Segunda Guerra Mundial, Hassel fue recluido dos años en el campo de concentración de Grini, donde compartió celda con Ragnar Frisch, galardonado con el Premio del Banco de Suecia en Ciencias Económicas en memoria de Alfred Nobel del año 1969. Fue liberado en noviembre de 1944.

## Investigaciones científicas
Interesado inicialmente en la química inorgánica, a partir de la década de 1930 se interesó en la estructura molecular, en particular del compuesto químico ciclohexano. Fue el introductor en Noruega de las medidas de los momentos de dipolo eléctrico y de la difracción del electrón por parte de los vapores. Sus trabajos revelaron el modo de orientación de los átomos que forman parte de los compuestos químicos.
Durante la década de 1950 sus trabajos sobre los compuestos químicos fueron ampliados posteriormente por el químico Derek Harold Richard Barton mediante la técnica de conformación química, lo que abrió la posibilidad de crear moléculas sintéticas de aplicación farmacéutica. En 1969 fue galardonado con el Premio Nobel de Química, junto con Derek Barton, por sus contribuciones al desarrollo del concepto de la conformación química y su uso en química.
| Predecesor: Lars Onsager | Premio Nobel de Química 1969 | Sucesor: Luis Federico Leloir |

- Datos: Q157212
- Multimedia: Odd Hassel / Q157212